# Neue Kammern
Neue Kammern – barokowy pałac w parku Sanssouci w Poczdamie. Wybudowany w 1745 r. na zlecenie króla pruskiego Fryderyka Wielkiego według projektu Georga Wenzeslausa von Knobelsdorffa. Zlokalizowany po zachodniej stronie pałacu Sanssouci, tworzy przeciwwagę dla wzniesionej po stronie wschodniej Galerii Malarstwa (niem. Bildergalerie). Początkowo służył jako oranżeria. Przebudowany na pawilon gościnny w latach 1771–1775 przez Georga Christiana Ungera, otrzymał bogate rokokowe wnętrza.
Pałac Neue Kammern należy do grupy pałaców i zespołów parkowych w Poczdamie i Berlinie wpisanych w 1990 na listę światowego dziedzictwa UNESCO. Obecnie o pielęgnację i restaurację pałacu troszczy się Fundacja Pruskie Pałace i Ogrody Berlin-Brandenburg (niem. Stiftung Preußische Schlösser und Gärten Berlin-Brandenburg).

## Historia

### Oranżeria
W 1745 król Fryderyk Wielki zlecił budowę oranżerii Georgowi Wenzeslausowi von Knobelsdorffowi. Powstała budowla z siedmioma pomieszczeniami o ogromnych oknach, przystosowana do przechowywania ciepłolubnych roślin doniczkowych z tarasów pałacu Sanssouci w okresie zimowym. W lecie w pustej oranżerii organizowano bale, koncerty i przedstawienia teatralne.

### Przebudowa
W 1768 król podjął decyzję o przebudowie oranżerii. Projekt powierzył Georgowi Christianowi Ungerowi, który zachował zewnętrzną bryłę budynku w praktycznie niezmienionym stanie wraz z ogromnymi oknami. Największą zmianą była instalacja kopuły nad środkową częścią pałacu, przez co budowla upodobniła się do budynku Galerii Malarstwa, znajdującego się po wschodniej stronie pałacu Sanssouci. O pierwotnym przeznaczeniu pałacu przypominają jeszcze rampy, po których wtaczano ciężkie donice z roślinami.
Największe zmiany przeprowadzono w pałacowych wnętrzach. W skrzydle wschodnim urządzono trzy sale: Galerię Niebieską (niem. Blaue Galerie), Galerię Owidiusza (niem. Ovidgalerie) oraz Salę Jaspisową (niem. Jaspissaal), a w skrzydle zachodnim: cztery sypialnie gościnne oraz trzy salony: Salon Zielony (niem. Grünes Lackkabinett), Wielki Gabinet z Intarsjami (niem. Großes Intersienkabinett) i Mały Gabinet z Intarsjami (niem. Kleines Intersienkabinett). Galeria Owidiusza i Sala Jaspisowa spełniały funkcje bawialni.
Architektura wewnętrzna powstała wprawdzie w późnym stylu fryderycjańskiego rokoko, lecz zdradza już cechy wczesnego klasycyzmu. Głównym architektem wnętrz był Johann Christian Hoppenhaupt.
Do dekoracji pokoi gościnnych użyto intarsji i laki. Na ścianach zawisły obrazy z przedstawieniami Poczdamu z czasów Fryderyka Wielkiego. W apartamentach regularnie gościli wyżsi rangą oficerowie armii pruskiej, przybywający na doroczne jesienne manewry wojskowe.

### Renowacja 1842–1845
W latach 1842–1845 Fryderyk Wilhelm IV zlecił renowację pałacu swojemu architektowi Ludwigowi Persiusowi. Budynek otrzymał kolumnadę w części północnej oraz portyk w części zachodniej. Dobudowano kolejne dwa pokoje gościnne. Kilka apartamentów zajęły damy dworu żony Fryderyka, Elżbiety.

### Muzeum
We wrześniu 1924 z okazji konferencji na temat ochrony zabytków pałac Neue Kammern został otwarty dla zwiedzających. Wtedy też budowli przywrócono oryginalny XVIII-wieczny wygląd.

## Architektura wnętrz

### Jaspissaal
Pośrodku pałacu znajduje się największa sala tzw. Sala Jaspisowa, której ściany wyłożono czerwonym jaspisem oraz szarym marmurem śląskim. Kolory czerwony i szary powtarzają się na posadzce. Sufit dekoruje malowidło plafonowe pędzla Johanna Christopha Frischa z 1774, przedstawiające Wenus z Amorem. Ściany zdobią antyczne i XVIII w. popiersia ustawione na konsolach.

### Ovidgalerie
Druga z sal bawialnych Galeria Owidiusza jest urządzona na wzór francuskich sal lustrzanych. Po stronie ogrodu znajduje się pięć ogromnych okien, a po drugiej, symetrycznie, sięgające prawie sufitu lustra.
Fryderyk II zażyczył sobie pozłacane reliefy antycznych bogów, opiewanych przez Owidiusza w Metamorfozach (jednej z ulubionych lektur króla). Dekoracje według projektu Johanna Christiana Hoppenhaupta pochodzą z warsztatu braci Johanna Davida i Johanna Lorentza Räntzów z Bayreuth. Reliefy ukazują czternaście historii Owidiusza, m.in. historie miłosne Jowisza i Apolla, erotyczne przygody Neptuna, Bachusa i Wenus, sceny uwolnienia Andromedy oraz uwiedzenia Pomony. Po stronie północnej (według ruchu wskazówek zegara) znajdują się: Apollo i Dafne, Apollo i Klytia, Apollo i Eubea, Wenus i Adonis, Bachus i Ariadna, Apollo i Hiacynt, Wertumnus i Pomona, a po stronie południowej: Perseusz i Andromeda, Neptun i Teofania, Jowisz i Antiope, Jowisz i Leda, Jowisz i Kallisto, Bachus i Erigone oraz Jowisz i Danae. Metamorfozy ukazane są w rozmaitych fazach. Kochankowie bogiń i bogów przedstawionych po stronie północnej przeobrażają się w byty roślinne lub astralne, a po stronie południowej zamieniają się w zwierzęta.

### Großes Intarsienkabinett
Salon drugiego apartamentu gościnnego wyróżnia się oryginalnym wystrojem wnętrz. Ściany pomieszczenia wyłożone są intarsjami wykonanymi przez braci Heinricha Wilhelma i Johanna Friedricha Spindlerów. Prace rozpoczęte w 1772 ukończono dopiero po czterech latach. Oprócz lokalnych gatunków drewna (klon) użyto także tak egzotycznych materiałów jak: amarant, heban, palisander czy morwa. Pojedyncze elementy posiadają na obrzeżach ciemniejsze przebarwienia, powstałe wskutek krótkotrwałego zanurzenia w żarzącym się piasku. Zabieg ten nadał drewnu bardziej plastyczny wygląd. Różne odcienie kolorów otrzymano poprzez woskowanie. Tekstura oraz detale dekoracyjne powstały przy użyciu gorących igieł.
Profilowane listwy z ciemnego drewna dzielą boazerię na podłużne pola, z których każde jest wypełnione intarsjami ukazującymi motywy roślinne, owoce i ptaki. Pojedyncze pola oddzielają mniejsze elementy z intarsjami przedstawiającymi instrumenty muzyczne i ekwipunek myśliwski, powyżej i poniżej których umieszczono wzory przypominające ozdobne kraty.

### Kleines Intarsienkabinett
Również salon trzeciego apartamentu gościnnego zdobiony jest intarsjami, wykonanymi z mniej szlachetnych gatunków drewna.